# Diva Zappa
Diva Thin Muffin Zappa (Los Angeles (Californië), 30 juli 1979) is een Amerikaanse kunstenares en actrice.
Diva Zappa is de jongste van de vier kinderen van de musicus en componist Frank Zappa (1940-1993). Haar naam dankt ze aan het feit dat ze de luidst schreeuwende baby was in het ziekenhuis waarin ze werd geboren. Diva Zappa speelde in verschillende films, televisieseries en documentaires.
In 2002 richtte ze het bedrijf Hand Made Beauty op, waarin door haar ontworpen gebreide en gehaakte kleren worden verkocht. Een deel van de omzet komt ten goede aan het Watoto Fund, een project dat in de kosten van levensonderhoud voorziet van in de Keniaanse Great Rift Valley wonende kinderen die wees zijn of door hun ouders zijn verstoten.

## Filmografie (selectie)
- 1997: Anarchy TV
- 2001: Play Dead
- 2006: Pledge This!